# Orophaca caespitosa
Orophaca caespitosa är en ärtväxtart som först beskrevs av Thomas Nuttall, och fick sitt nu gällande namn av Nathaniel Lord Britton. Orophaca caespitosa ingår i släktet Orophaca och familjen ärtväxter. Inga underarter finns listade i Catalogue of Life.